# 3852 Glennford
3852 Glennford (1987 DR6) là một tiểu hành tinh vành đai chính được phát hiện ngày 24 tháng 2 năm 1987 bởi H. Debehogne ở Đài thiên văn Nam Âu.